# Стара Моравица
Стара Моравица (мађ. Bácskossuthfalva, Бачко Кошутово Село) је насеље у Србији у општини Бачка Топола у Севернобачком округу. Према попису из 2022. било је 3909 становника. До 1965. ово насеље је било седиште Општине Стара Моравица коју су чинила насељена места: Бачки Соколац, Горња Рогатица, Пачир и Стара Моравица, као и део Криваје која у то време није имала статус самосталног насељеног места.

## Етимологија
По једном тумачењу које заступа мађарски историчар Иштван Ивањи, назив насеља се не састоји од речи ó (мађ. стар) и Moravicza, него је изведен од словенске речи омор.

## Историја
Први помен насеља датира с краја 16. века. Године 1786. у Моравицу и Пачир се доселило 400 мађарских реформаторских породица из Кишујсалаша и Кунмадараша. Према подацима из 1798, Моравица је имала 342 дома.
Овде се налази Мађарска реформаторска црква у Старој Моравици.

## Демографија
У насељу Стара Моравица живи 4666 пунолетних становника, а просечна старост становништва износи 41,3 година (39,3 код мушкараца и 43,1 код жена). У насељу има 2106 домаћинстава, а просечан број чланова по домаћинству је 2,54.
Ово насеље је углавном насељено Мађарима (према попису из 2002. године), а у последња три пописа, примећен је пад у броју становника.
Мађари су овде већином протестанти калвинисти.
|  |

| Демографија | Демографија | Демографија |
| Година      | Становника  | Становника  |
| ----------- | ----------- | ----------- |
| 1948.       | 6.919       |             |
| 1953.       | 6.682       |             |
| 1961.       | 6.904       |             |
| 1971.       | 6.737       |             |
| 1981.       | 6.449       |             |
| 1991.       | 6.266       | 6.189       |
| 2002.       | 5.699       | 5.768       |
| 2011.       | 5.051       |             |

| Етнички састав према попису из 2002.‍ | Етнички састав према попису из 2002.‍ | Етнички састав према попису из 2002.‍ | Етнички састав према попису из 2002.‍ | Етнички састав према попису из 2002.‍ |
| ------------------------------------ | ------------------------------------ | ------------------------------------ | ------------------------------------ | ------------------------------------ |
|                                      |                                      |                                      |                                      |                                      |
| Мађари                               | Мађари                               |                                      | 4.795                                | 84,13%                               |
| Срби                                 | Срби                                 |                                      | 505                                  | 8,86%                                |
| Хрвати                               | Хрвати                               |                                      | 67                                   | 1,17%                                |
| Југословени                          | Југословени                          |                                      | 54                                   | 0,94%                                |
| Роми                                 | Роми                                 |                                      | 36                                   | 0,63%                                |
| Словенци                             | Словенци                             |                                      | 13                                   | 0,22%                                |
| Црногорци                            | Црногорци                            |                                      | 11                                   | 0,19%                                |
| Буњевци                              | Буњевци                              |                                      | 8                                    | 0,14%                                |
| Албанци                              | Албанци                              |                                      | 8                                    | 0,14%                                |
| Немци                                | Немци                                |                                      | 6                                    | 0,10%                                |
| Румуни                               | Румуни                               |                                      | 4                                    | 0,07%                                |
| Македонци                            | Македонци                            |                                      | 4                                    | 0,07%                                |
| Горанци                              | Горанци                              |                                      | 3                                    | 0,05%                                |
| Чеси                                 | Чеси                                 |                                      | 2                                    | 0,03%                                |
| Словаци                              | Словаци                              |                                      | 1                                    | 0,01%                                |
| Русини                               | Русини                               |                                      | 1                                    | 0,01%                                |
| непознато                            | непознато                            |                                      | 4                                    | 0,07%                                |

| Етнички састав према попису из 2011.‍ | Етнички састав према попису из 2011.‍ | Етнички састав према попису из 2011.‍ | Етнички састав према попису из 2011.‍ | Етнички састав према попису из 2011.‍ |
| ------------------------------------ | ------------------------------------ | ------------------------------------ | ------------------------------------ | ------------------------------------ |
|                                      |                                      |                                      |                                      |                                      |
| Мађари                               | Мађари                               |                                      | 4.130                                | 81,8%                                |
| Срби                                 | Срби                                 |                                      | 306                                  | 6,1%                                 |
| остали                               | остали                               |                                      | 615                                  | 12,1%                                |

| Година пописа     | 1948. | 1953. | 1961. | 1971. | 1981. | 1991. | 2002. |
| ----------------- | ----- | ----- | ----- | ----- | ----- | ----- | ----- |
| Број домаћинстава | 2.250 | 2.306 | 2.319 | 2.391 | 2.478 | 2.332 | 2.106 |

| Број чланова      | 1   | 2   | 3   | 4   | 5  | 6  | 7 | 8 | 9 | 10 и више | Просек |
| ----------------- | --- | --- | --- | --- | -- | -- | - | - | - | --------- | ------ |
| Број домаћинстава | 523 | 620 | 448 | 381 | 96 | 26 | 7 | 3 | 2 | 0         | 2,54   |

| Пол    | Укупно | Неожењен/Неудата | Ожењен/Удата | Удовац/Удовица | Разведен/Разведена | Непознато |
| ------ | ------ | ---------------- | ------------ | -------------- | ------------------ | --------- |
| Мушки  | 2.362  | 834              | 1.324        | 90             | 110                | 4         |
| Женски | 2.542  | 560              | 1.331        | 510            | 141                | 0         |
| УКУПНО | 4.904  | 1.394            | 2.655        | 600            | 251                | 4         |

| Пол    | Укупно                    | Пољопривреда, лов и шумарство | Рибарство                            | Вађење руде и камена | Прерађивачка индустрија       |
| ------ | ------------------------- | ----------------------------- | ------------------------------------ | -------------------- | ----------------------------- |
| Мушки  | 1.023                     | 479                           | 0                                    | 0                    | 309                           |
| Женски | 643                       | 193                           | 0                                    | 0                    | 166                           |
| УКУПНО | 1.666                     | 672                           | 0                                    | 0                    | 475                           |
| Пол    | Производња и снабдевање   | Грађевинарство                | Трговина                             | Хотели и ресторани   | Саобраћај, складиштење и везе |
| Мушки  | 11                        | 62                            | 52                                   | 16                   | 14                            |
| Женски | 2                         | 5                             | 61                                   | 11                   | 4                             |
| УКУПНО | 13                        | 67                            | 113                                  | 27                   | 18                            |
| Пол    | Финансијско посредовање   | Некретнине                    | Државна управа и одбрана             | Образовање           | Здравствени и социјални рад   |
| Мушки  | 1                         | 1                             | 18                                   | 13                   | 38                            |
| Женски | 3                         | 3                             | 13                                   | 42                   | 132                           |
| УКУПНО | 4                         | 4                             | 31                                   | 55                   | 170                           |
| Пол    | Остале услужне активности | Приватна домаћинства          | Екстериторијалне организације и тела | Непознато            | Непознато                     |
| Мушки  | 8                         | 1                             | 0                                    | 0                    | 0                             |
| Женски | 4                         | 4                             | 0                                    | 0                    | 0                             |
| УКУПНО | 12                        | 5                             | 0                                    | 0                    | 0                             |

## Удруге
- КУД „Ендре Ади”
- Удружење виноградара и воћара "Ризлинг"
- Удружење пчелара "Пчела"

## Галерија
- Калвинистичка црква
- Торањ калвинистичке цркве
- Биста Лајоша Кошута (1802-1894)